# Nokia 5200
O Nokia 5200 foi anunciado no dia 27 de setembro de 2006, porém lançado somente no 1º Semestre de 2007, é vendido nas cores vermelho/branco, rosa/branco, azul/branco, preto inteiro. Mesmo não fazendo parte da linha Nokia XpressMusic, aparelhos voltados para música e que possuem um chip dedicado para o áudio, o Nokia 5200 cumpre muito bem o papel de player de música.
O Nokia 5200 é um celular para quem procura um aparelho de boa qualidade, slider, bonito, fácil de usar e barato. Ele também tem equalizador de música, podendo ser escolhido perfis padrões ou personalizados pelo usuário. É um aparelho muito fácil de ser atualizado seu firmware, sendo a versão mais atual: 7.x em 2010.

## Especificações Técnicas[1]

### Display
Possui uma tela CSTN  de 1.8 polegadas, com resolução de 128 x 160 pixels e 262 mil cores

#### Imagem
- Câmera VGA de 0.3 megapixels com resolução de 640 por 480 pixels
- Zoom digital de 4x

#### Vídeo
Filmadora digital com resolução 176 pixels por 144 pixels

### Memória
- Memória RAM 16MB
- Slot para cartão de memória microSD com hot-swapping de até 2 GB's
- 8 MB de memória interna

### Conectividade
- Bluetooth
- Infravermelho
- Acesso a internet móvel

### Conectores
- Interface Mini-USB para conexão com computadores e outros dispositivos com USB Mass Storage
- Conector AV Nokia de 2,5 mm

### Teclas Especiais
- Tecla dedicada para ativar Music Player e o rádio
- Tecla especial para câmera
- Teclas de volume laterais também utilizadas como teclas de zoom quando a câmera está ativada

### Aplicativos
Esse modelo é totalmente compatível com aplicativos Java Série 40 para telefones celulares, que podem não ser sempre compatíveis por complicações de Hardware.